# Nikołaj Karietnikow
Nikołaj Nikołajewicz Karietnikow (ros. Николáй Николáeвич Карéтников, ur. 28 czerwca 1930 w Moskwie, zm. 8 października 1994 tamże)  – radziecki i rosyjski kompozytor, pianista, dyrygent

## Życiorys
W latach 1942–1948 uczył się w moskiewskiej szkole muzycznej kompozycji u Wissariona Szebalina i gry fortepianowej u Tatjany Nikołajewej. Następnie w latach 1948–1953 kontynuował naukę kompozycji pod kierunkiem Szebalina w Konserwatorium Moskiewskim oraz studiował tam teorię muzyki u W. Cukkermana .
Po studiach zatrudnił się w studiu muzyki elektronicznej w muzeum muzyki Skriabina w Moskwie . Komponował muzykę filmową, teatralną i telewizyjną. Występował także jako pianista koncertowy i dyrygent.
Pochowany na Cmentarzu Kuncewskim w Moskwie.

## Twórczość
Jego wczesne kompozycje utrzymane są w stylistyce późnoromantycznej i wykazują wyraźne wpływy Musorgskiego, Wagnera, Mahlera. W dużych formach orkiestrowych nawiązywał do symfoniki Szostakowicza. W późniejszych okresie stosował techniki dodekafoniczne i serialne .

## Wybrana muzyka filmowa
- 1983-1984: Kalendarz sikorki